# Pietro Larizza
Pietro Larizza   (Reggio de Calàbria, 21 de juliol de 1935 - Roma, 1 de març de 2021) fou un sindicalista i polític italià.
Va ser elegit com a secretari general de la Unió Italiana del Treball entre 1992 i 2000.
Fou candidat per Partit Democràtic a les eleccions legislatives italianes de 2006, i el 2008 després de la dimissió de Goffredo Bettini va passar a senador.